# Ordine di Luigi

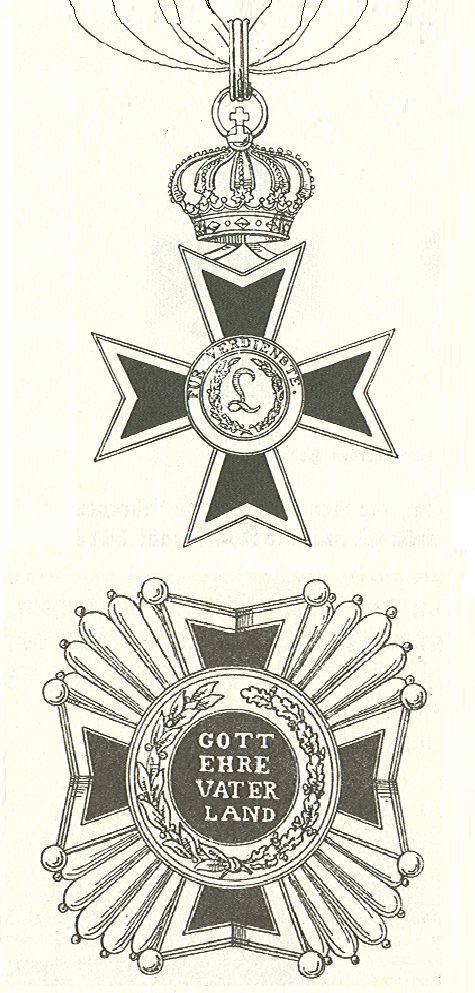
Commendatore di I Classe dell'Ordine di Luigi

L'Ordine di Luigi (in tedesco: Ludwigsorden), fu un ordine cavalleresco del Granducato d'Assia.

## Storia
L'Ordine venne fondato dal Granduca Luigi I d'Assia il 25 agosto 1807 per ricompensare quanti si fossero distinti nella patria. Il 14 dicembre 1831 l'ordine si dotò di un nuovo statuto, col quale entrò anche in vigore il nome di "Ludwigsorden", oltre ad adottare una suddivisione in cinque classi di merito:
- Cavaliere di Gran Croce
- Commendatore di I Classe
- Commendatore di II Classe
- Cavaliere di I Classe
- Cavaliere di II Classe

L'Ordine cadde in disuso dopo l'abdicazione dell'ultimo Granduca d'Assia nel 1918.

## Insegna
L'insegna dell'ordine consisteva in una croce di Malta smaltata di nero e bordata di rosso, sovrastata da una corona granducale in oro. Al centro della croce si trovava un medaglione smaltato di rosso riportante il monogramma "L" in oro, circondato da una corona d'alloro in oro e da una fascia smaltata di bianco con in oro il motto "FUR VERDIENSTE" ("al merito").
Il nastro dell'ordine era nero con una fascia rossa per parte.

## Insigniti notabili
- Guglielmo I di Prussia (1838)
- Alessandro II di Russia (1839)
- Adolfo di Nassau (1843)
- Francesco Giuseppe I d'Austria (1851)
- Aleksandr Michajlovič Gorčakov (1857) - Ministro degli Esteri russo e Cancelliere dell'Impero
- Guglielmo III dei Paesi Bassi (1858)
- Alberto Edoardo, Principe del Galles (1862)
- Luigi, Principe ereditario di Baviera (1863)
- Leopoldo II del Belgio (1865)
- Carol I di Romania (1869)
- Louis Mountbatten (1870) - nipote di Luigi III d'Assia
- Alessandro I di Bulgaria (1870) - nipote di Luigi III d'Assia
- Otto von Bismarck (1871) - Cancelliere dell'Impero tedesco (1871-1890)
- Helmuth Karl Bernhard von Moltke (1871) - Feldmaresciallo e stratega prussiano
- Karl Eberhard Herwarth von Bittenfeld (1871) - Feldmaresciallo prussiano
- Wilhelm von Lebzeltern - Generale austriaco
- Karl Schlösser (1874) - Artista tedesco
- Joseph Ludwig Colmar arcivescovo di Magonza
- Federico Ferdinando d'Asburgo-Teschen